# Ernesto Brambilla

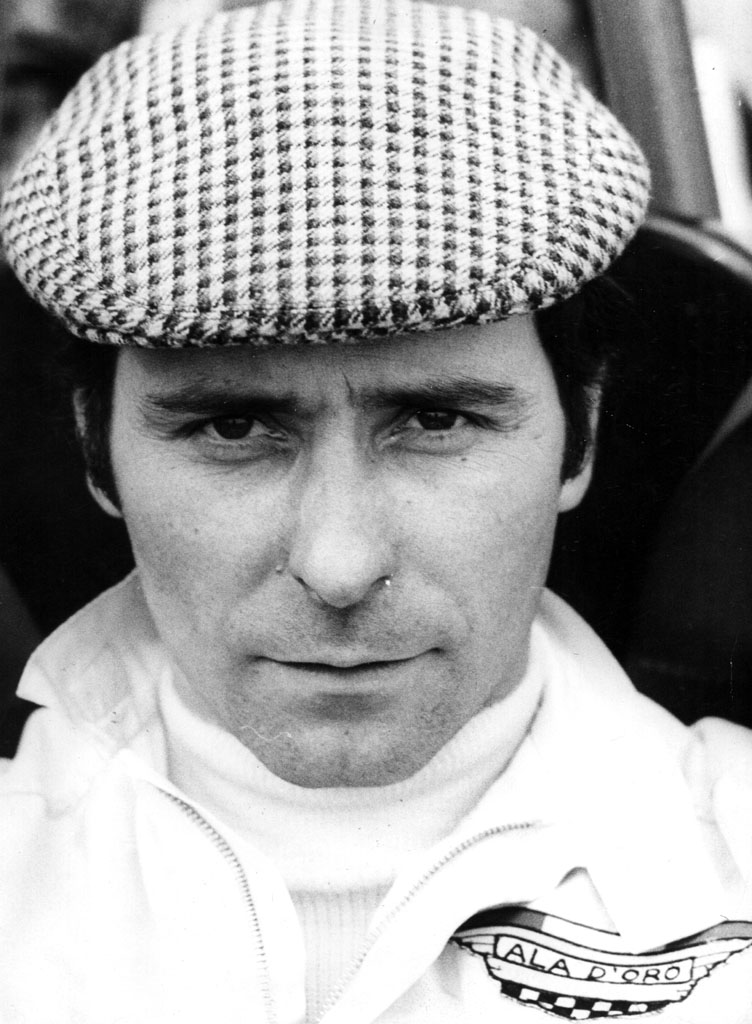

Ernesto 'Tino' Brambilla (Monza, 31 januari 1934 – aldaar, 3 augustus 2020) was een autocoureur uit Italië. Hij is de broer van Vittorio Brambilla.
Hij begon zijn carrière als motorracer, en behaalde onder meer een derde plaats in de Grote Prijs van Duitsland van 1959 in de 350cc klasse. Na een ongeval gaf hij het motorracen op en stapte over naar autoracen. Hij won het Italiaanse Formule 3-kampioenschap in 1966. In 1968 werd hij derde in de eindstand van de Europa-trofee Formula 2 (de voorloper van het Europese kampioenschap Formula 2), achter Jean-Pierre Beltoise en Henri Pescarolo. Hij won de races in Hockenheim en Vallelunga. In de Europa-Trofee van 1969 werd hij achtste in de eindstand.
Hij trad tweemaal aan voor een Grand Prix Formule 1, telkens was dat de Grand Prix van Italië. In 1963, aan het stuur van een Cooper-Maserati van het team Scuderia Centro Sud, kon hij zich niet kwalificeren voor de race. In 1969 probeerde hij het nog eens met een Ferrari. Hij was toen wel gekwalificeerd voor de race, maar kort ervoor had hij zich gekwetst bij een motorongeval. Hij ondervond daar te veel pijn van en kon niet starten in de race. Pedro Rodríguez nam zijn plaats in.